# جانی هاینز
 جانی هاینز  (به انگلیسی: Johnny Haynes) زادهٔ ۱۷ اکتبر ۱۹۳۴ بازیکن فوتبال اهل انگلستان بود که سابقهٔ بازی در تیم ملی فوتبال انگلستان را در کارنامهٔ خود دارد. وی در تاریخ ۲ اکتبر ۱۹۵۴ نخستین بازی ملی خود را در مقابل تیم ملی فوتبال ایرلند شمالی انجام داد و با حضور در ۵۶ بازی ملی، در تاریخ ۱۰ ژوئن ۱۹۶۲ واپسین بازی ملی‌اش را در برابر تیم ملی فوتبال برزیل برگزار کرد.
این بازیکن توانسته در بازی‌های ملی، ۱۸ گل به ثمر برساند.